# Оханський район
Оханський район (рос. Оханский район) — адміністративно-територіальна одиниця в складі Пермського краю Росії.
Адміністративний центр району — місто Оханськ. 

## Географія
Площа району - 1516,1 км². Межує з Очерським, Осинським, Частинським і Нитвенським районами. Річка Кама відокремлює його від Пермського району.

## Населення
Населення - 15 640 осіб.
Національний склад
Чисельність населення - 17,2 тис. осіб, з них: росіяни - 94,4%, комі-перм'яки - 1,5%, татари - 1,1%, решта - представники інших національностей.

## Економіка
У структурі промисловості переважає легка. Сільськогосподарські підприємства спеціалізуються в молочно-м'ясному напрямку. Також вирощують зернові та посівні культури, в невеликих кількостях картопля та інші овочі.